# Jelena Czebukina
Jelena Wasiljewna Czebukina, primo voto Owczinnikowa (ros. Елена Васильевна Чебукина (Овчинникова); ur. 11 października 1965 w Bałchaszu) – rosyjska siatkarka pochodząca z Kazachstanu reprezentująca Związek Radziecki, Wspólnotę Niepodległych Państw, Rosję i Chorwację, złota i srebrna medalistka igrzysk olimpijskich, złota medalistka mistrzostw świata oraz wielokrotna medalistka mistrzostw Europy i pucharu świata.

## Życiorys

### Kariera reprezentacyjna
Czebukina, także pod nazwiskiem Owczinnikowa grała w reprezentacji Związku Radzieckiego w latach 1989–1991. W kategorii U20 zdobyła złoto podczas mistrzostw Europy w 1984 oraz zajęła 6. miejsce na mistrzostwach świata w 1985. Podczas mistrzostw Europy pierwszych reprezentacji była w składzie ekipy ZSRR, która zdobywała srebrne medale w 1983 w NRD i w 1987 w Belgii oraz złote w 1985 w Holandii, w 1989 w RFN i w 1991 we Włoszech. W pucharze świata rozgrywanym w Japonii zajęła 3. miejsce w 1985 i 1991 oraz 2. miejsce w 1989. Wystąpiła na igrzyskach olimpijskich 1988 w Seulu. Zagrała wówczas we wszystkich meczach turnieju. Reprezentantki Związku Radzieckiego tryumfowały po zwycięstwie we finale z Peru. Zdobyła złoty medal na mistrzostwach świata 1990 w Chinach.
Po rozpadzie ZSRR grała w reprezentacjach Wspólnoty Niepodległych Państw (w 1992) i Rosji (od 1992 do 1993). Była częścią wspólnej reprezentacji na Letnich Igrzyskach Olimpijskich 1992 w Barcelonie. Czebukina wystąpiła we wszystkich spotkaniach turnieju olimpijskiego, w tym przegranym meczu finałowym z reprezentacją Kuby. Jako reprezentantka Rosji zdobyła brąz podczas Grand Prix 1993 w Hongkongu i złoto na mistrzostwach Europy 1993 w Czechach.
W 1995 zaczęła występować w zespole Chorwacji, z którym podczas mistrzostw Europy dwukrotnie zdobyła srebrne medale, w 1995 w Holandii oraz w 1997 w Czechach. Reprezentowała Chorwację na Letnich Igrzyskach Olimpijskich 2000 w Sydney. Zagrała wówczas we wszystkich meczach turnieju, a Chorwatki po porażce w pojedynku ćwierćfinałowym wygrały z Koreą Południową w spotkaniu o 7. miejsce.

### Kariera klubowa
Od 1983 była zawodniczką klubu ADK Ałmaty, z którym w mistrzostwach Związku Radzieckiego zajęła 1. miejsce w 1984, 2. miejsce w 1986, 1988, 1989 i 1990 oraz 3. miejsce w 1985. Z tym zespołem trzy razy z rzędu tryumfowała w pucharze CEV siatkarek w latach 1989–1991. W 1991 przeniosła się do chorwackiego Mladost Zagrzeb. W sezonie 1991/1992 zwyciężyła w superlidze chorwackiej, zajęła 2. miejsce w superliga rosyjskiej, 2. miejsce w pucharze Europy mistrzyń krajowych i 3. miejsce w klubowych mistrzostwach świata. Następnie występowała po jednym sezonie we włoskich klubach Impresem Agrigento (3. miejsce w Serie A1 w 1993), PVF Matera (1. miejsce w Serie A1 i pucharze Włoch w 1994) i Jogging Volley Altamura. Przez dwa sezony grała w Japonii, w Jogging Volley Altamura i Ito Yokado, gdzie została wybrana najlepszą serwującą V.League 1995/1996. W sezonie 1996/1997 była zawodniczką chorwackiego ŽOK Dubrovnik, z którym zdobyła mistrzostwo i puchar kraju oraz zwyciężyła w pucharze Europy mistrzyń krajowych. Kolejnym jej klubem był brazylijski Leites Nestlé, razem z którym zajęła 3. miejsce w superlidze. W sezonie 1999/2000 grała we włoskim Zanetti Bergamo (1. miejsce w pucharze Europy mistrzyń krajowych), następnie w Despar Perugia (3. miejsce w Serie A1 w sezonie 2001/2002), gdzie zakończyła karierę w 2002.

### Pozostałe informacje
Za osiągnięcia sportowe została w 1988 wyróżniona tytułem Zasłużony Mistrz Sportu ZSRR. Mieszka w Dubrowniku, gdzie pracuje z dziećmi jako trenerka siatkówki.